# Dipinacia zothecaea
Dipinacia zothecaea là một loài bướm đêm trong họ Noctuidae.